# Adam Kraft

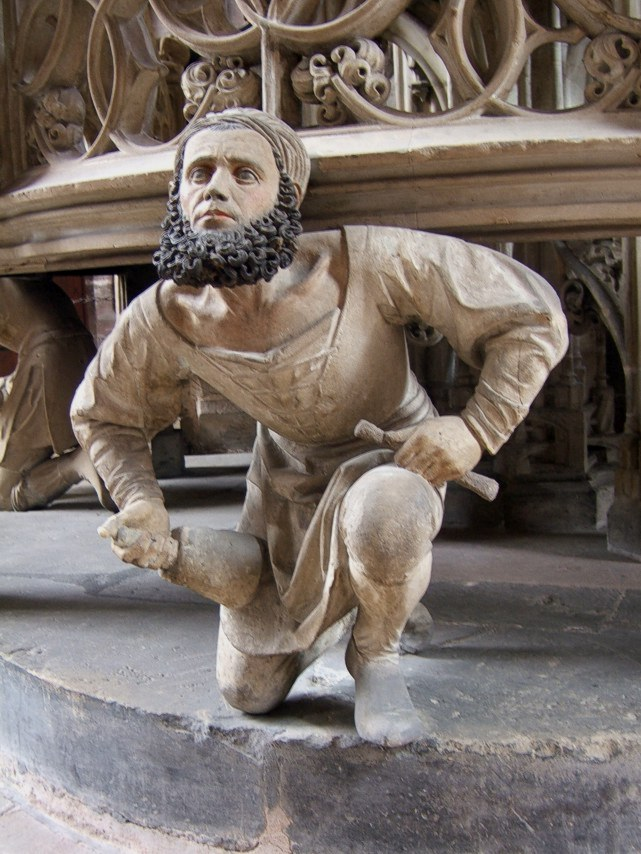
Auto-retrato de Adam Kraft no Sakramentshäuschen da Igreja Nossa Senhora San Lorenzo em Nuremberga

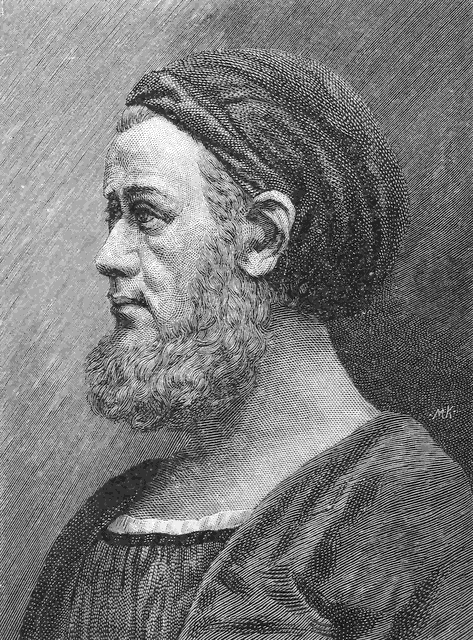
Adam Kraft

Adam Kraft (Nuremberga, entre 1455 e 1460 — janeiro de 1509) foi um escultor e arquiteto do estilo gótico alemão.
A casinha santuária (em alemão: Sakramentshäuschen) da Igreja Nossa Senhora San Lorenzo (St. Lorenzkirche) em Nuremberga é considerada sua obra-prima.
Algumas peças da obra de Kraft encontram-se no Museu Nacional Germânico em Nuremberga.